# جامع أرسلان خانة
جَامِعُ أرسلان خَانَة (بالتركية: Arslanhane Camii) ويسمى أيضا جَامِعَ آخِيَّةِ شَرَفِ الدِّينِ (بالتركية: Ahi Şerafettin Cami) هو مسجد بني في أوائل القرن الثالث عشر في عهد الدولة السلجوقية في أنقرة بتركيا. ويوجد مقابل الجامع مقبرة سلجوقية.

## الموقع
يقع المسجد في الحي القديم في أنقرة بجوار قلعة أنقرة. على ارتفاع 947 متر (3,107 قدم) ويطل على أنقرة.

## التسمية
أُطلق على «جامع آخي شرف الدين» اسم آخر هو: «جامع أرسلان خانه»، لأنه يوجد تِمْثَال لأسد على جدار المقبرة المقابلة للجامع، حيث أن معنى «أرسلان» في التركية هي «أسد».
«أصلان» و«أرسلان» معناهما «أسد» في التركية. اسم المسجد في تركيا «جامع أرسلان خانه»، ويسمونه في اللغة الإنكليزية «جامع أصلان خانه»، وكلا الإسمين معنهما «أسد».

## التاريخ
يُعد المسجد من أقدم المساجد التي لا تزال قائمة في تركيا. وقد بني في عهد السلطان غياث الدين مسعود عام 1290م. وكان مهندس البناء أبو بكر محمد حسب النقش الموجود على المنبر.

## المبنى
تبلغ مساحة المسجد (400)م وفيه مئذنة واحدة. وله سقف خشبي يعتمد على 24 عمودا خشبيا كبيرا. وللمسجد 3 بوابات، من جهة الشمال والجنوب والغرب، وله 12 نافذة، والمحراب مزين على الطراز السلجوقي. بعض الأحجار المستخدمة في البناء من العهد الروماني والبيزنطي، والسقف مغطى بالرصاص.

## معرض

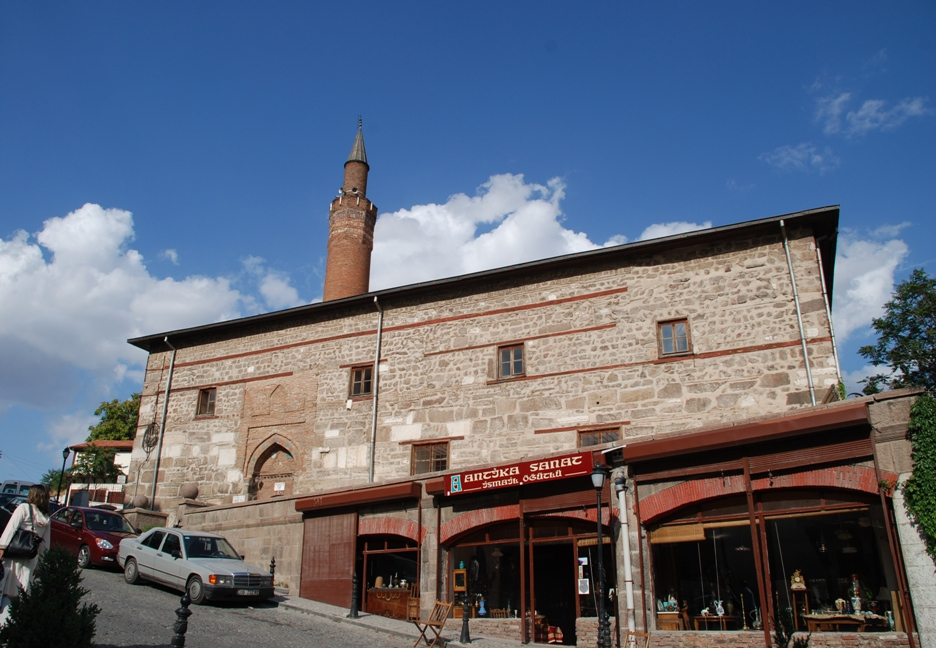
من الجانب
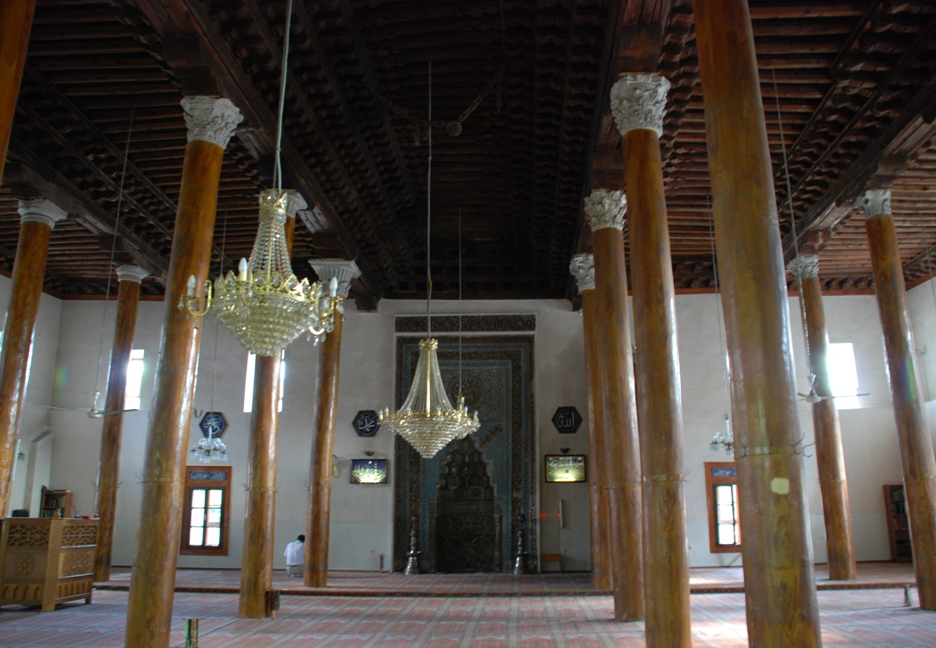
داخل المسجد
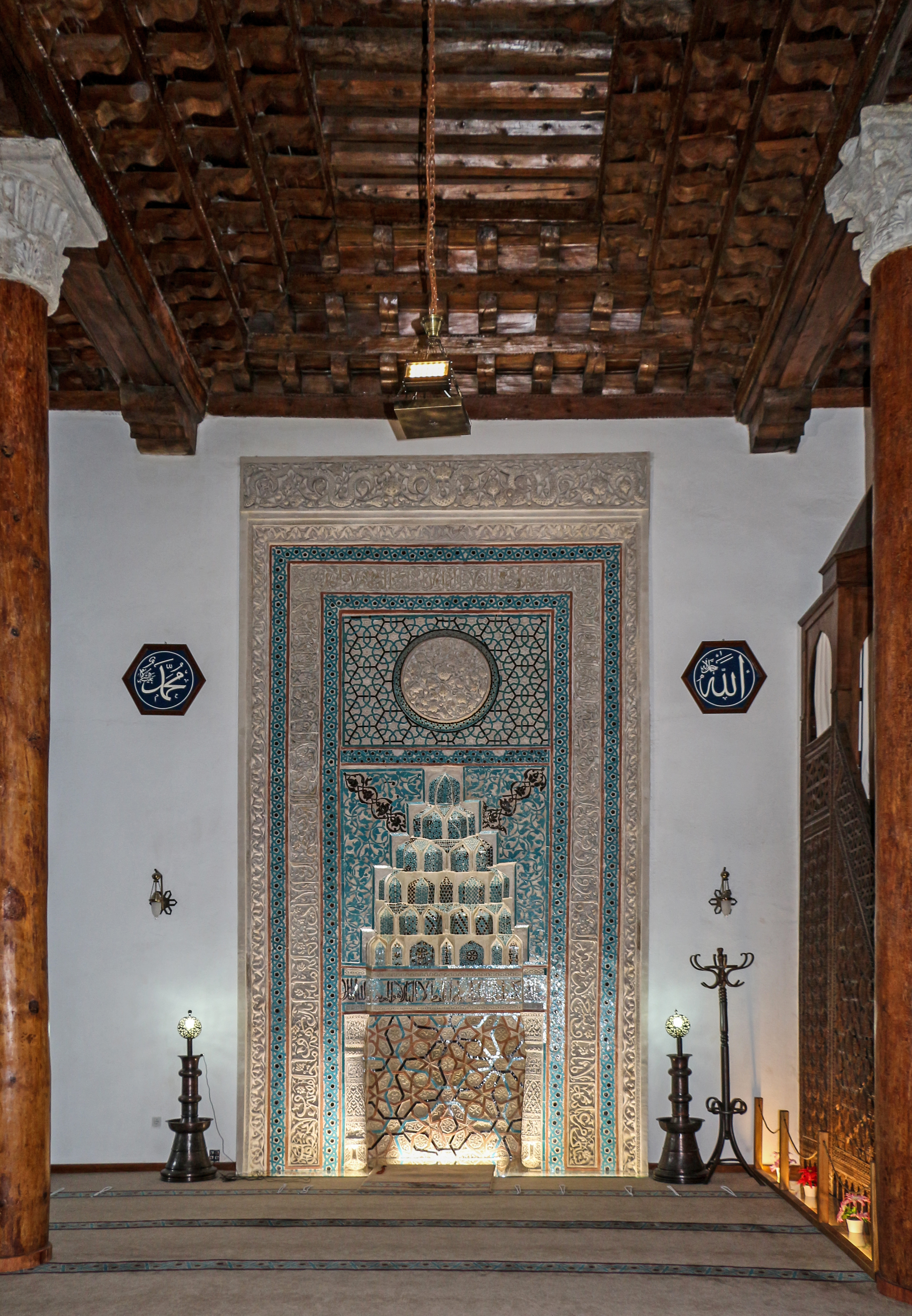
المحراب
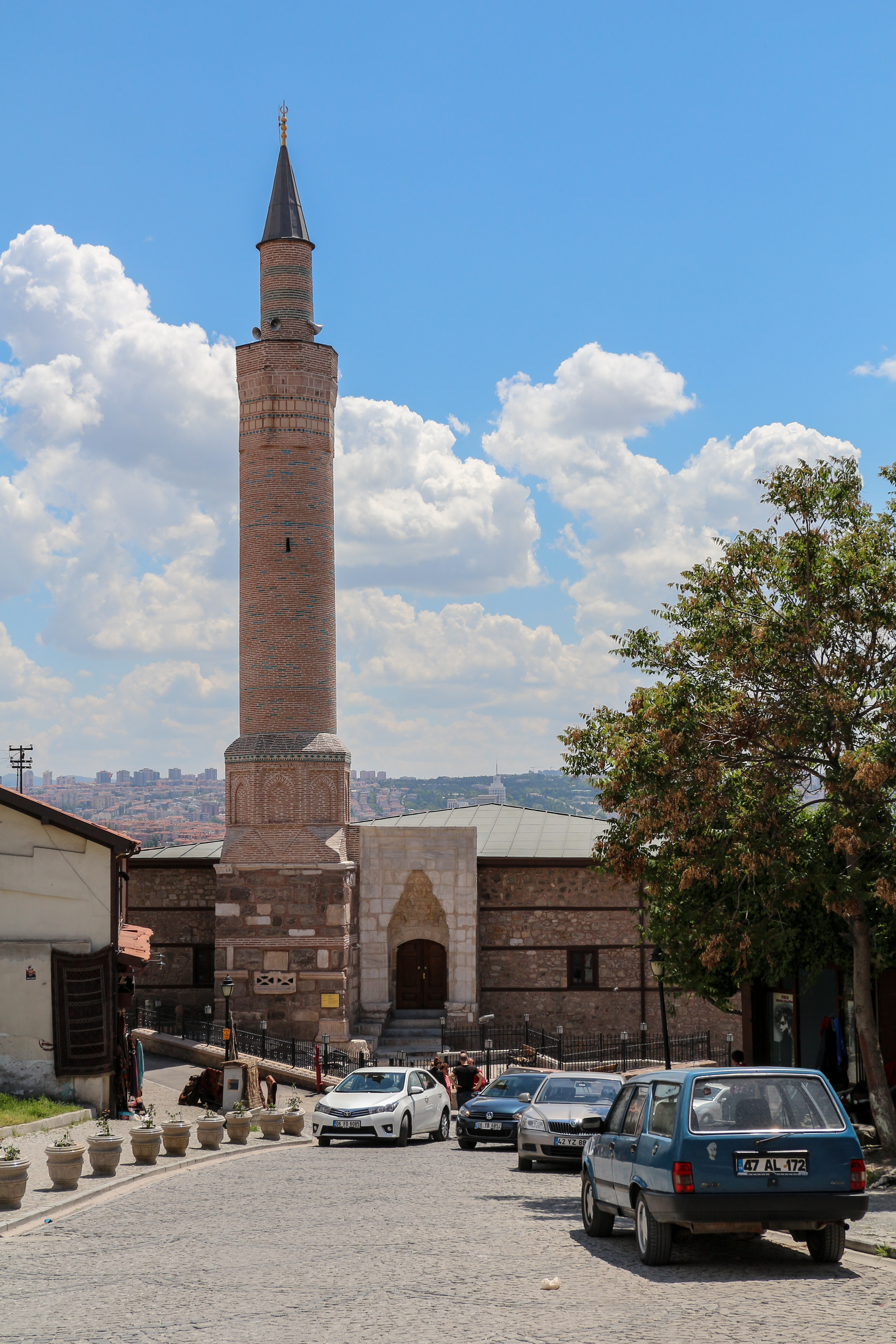
المئذنة